# Cardenete (kommunhuvudort)
Cardenete är en kommunhuvudort i Spanien.   Den ligger i provinsen Provincia de Cuenca och regionen Kastilien-La Mancha, i den centrala delen av landet, 190 km öster om huvudstaden Madrid. Cardenete ligger 966 meter över havet och antalet invånare är 735.
Terrängen runt Cardenete är huvudsakligen kuperad, men åt nordväst är den platt. Runt Cardenete är det mycket glesbefolkat, med 2 invånare per kvadratkilometer. Närmaste större samhälle är Carboneras de Guadazaón, 16,3 km nordväst om Cardenete. Omgivningarna runt Cardenete är i huvudsak ett öppet busklandskap.